# Stipanović
Stipanović je hrvatska plemićka obitelj iz Bačke.
Hrvatska obitelj Stipanović u Bačkoj spada u treću skupinu hrvatskog plemstva u Bačkoj. To su obitelji koje su plemstvo zadobile tijekom 1700-tih. Među njima su obitelji: Horvat, Barić, Šomšić, Alaga, Ivanić, Stipanović, Bukvić, Vojnić, Piuković, Pilasanović, Guganović, Nimčević, Sarić, Parčetić, Volarić, Vuković, Perčić, Babić, Blesić, Miković, Ambrozović, Bošnjak, Lučić, Markulin, Orčić, Strilić, Fratričević, Kopunović, Milašin, Novaković, Rudić, Latinović.